# Cimolichthys
Cimolichthys ist eine ausgestorbene Fischgattung aus der Ordnung der Eidechsenfischverwandten (Aulopiformes), die in der Kreidezeit lebte. Bisher wurden zwei Arten der Gattung beschrieben, die Typusart C. levesiensis, deren Fossilien aus westeuropäischen Kreideformationen stammt, und C. nepaholica deren Fossilien in Nordamerika gefunden wurden. 

## Merkmale
Cimolichthys war ein großer, maximal zwei Meter lang werdender Raubfisch. Die Gattung hatte einen langen, stromlinienförmigen Rumpf und einen schmalen Kopf mit spitzer Schnauze. Beide Kiefer waren mit spitzen Zähnen besetzt. Entlang der Seitenlinie erstreckte sich eine Reihe kleiner Knochenschilde. Größere Knochenschilde lagen auf dem vorderen Rücken vom Kopf bis zur Rückenflosse. Die Schwanzflosse war sehr groß und gegabelt.

## Systematik
Cimolichthys wird heute als einzige Gattung der damit monotypischen Familie Cimolichthyidae der Ordnung der Eidechsenfischverwandten (Aulopiformes) zugeordnet. Zusammen mit den verwandten und ebenfalls ausgestorbenen Enchodontidae stellte Peter C. Goody sie in die Unterordnung Cimolichthyoidei. Joseph S. Nelson, Autor des Standardwerks zur Fischsystematik Fishes of the World, stellt beide ausgestorbene Familien zusammen mit fünf rezenten Familien der Eidechsenfischverwandte in die Unterordnung Alepisauroidei.